# Мозамбіцький реал
Мозамбіцький реал (порт. Real) — грошова одиниця португальського володіння Мозамбік у 1878-1914.

## Історія валюти
Починаючи з XVII століття, на території Мозамбіку використовувалися здебільшого монети інших держав. У 1725 розпочалось карбування мідних монет номіналом 10, 15 та 30 реалів. Їхні перші тиражі не мали дати карбування.
Від 1735 року на монетах зазначалась дата її створення, тоді ж розпочалось карбування срібних монет у 100, 200, 400 та 800 реалів. 1755 року було випущено золоті монети в 1000, 2000 і 4000 реалів. Згодом карбування припинилось.
На іспано-американські срібні песо, відповідно до декрету від 28 травня 1767, наносилось надкарбування «MR».
У 1820-1853 періодично карбувались мідні монети в 1, 2, 20, 40 та 80 реалів.
Валюта для Мозамбіку чеканилася нерегулярно, тираж був маленький й а загальний обіг це впиливало не сильно.
У 1854 адміністрація колонії випустила перші банкноти номіналом в 1000 й 2500 реалів, які використовувалися виключно в адміністративному центрі колонії — Лоренсу-Маркеше .
2 квітня 1877 року у Мозамбіку відкрилось відділення Національного заморського банку, а 29 січня 1878 року розпочався серійний випуск паперових грошей. Для перших тиражів використовувалися банкноти відділення банку в Луанді, на які наносили надпечатку «Pagável em Moçambique».
Відповідно до декретів від 5 та 19 січня 1889 року було дозволено використання іноземних монет з надкарбуванням «PM» (Provincia de Moçambique). Надкарбування наносили на австрійські монети, індійські, іспано-американські, монети Португальської Індії та Німецької Східної Африки. Португальські монети, що надходили до казначейства колонії, вилучалися з обігу.
Декретом португальського уряду № 141 від 18 вересня 1913 року, починаючи з 1 січня 1914 року, на територію португальських колоній (Кабо-Верде, Португальська Гвінея, Сан-Томе і Принсіпі, Ангола та Мозамбік) поширювалась дія декрету від 22 травня 1911 року про введення замість реалу нової грошової одиниці — ескудо (1000 реалів = 1 ескудо).
Друк нових банкнот розпочався в 1914 році, а монет у 1935 році. Реал продовжував використовуватися ще певний час, поступово його замінювали на ескудо та сентаво.

## Банкноти
Банкноти :
- із датою «2 квітня 1877» та наддруком «Pagável em Moçambique» — номіналом у 5000, 10 000, 20 000 реалів;
- із датою «20 березня 1877» — номіналом у 1000, 2500 реалів;
- із датою «29 січня 1878» — номіналом у 1000, 2000, 2500, 5000, 10 000, 20 000 реалів;
- із датою «28 січня 1884» — номіналом у 1000 реалів;
- із датою «2 січня 1897» — номіналом у1000, 2000, 2500, 5000, 10 000, 20 000, 50 000 реалів;
- із датою «20 лютого 1906» — номіналом у 1000, 2000, 2500, 5000, 10 000, 20 000, 50 000 реалів;
- із датою «2 січня 1908» — номіналом у 2000, 5000, 50 000 реалів;
- із датою «1 березня 1909» — номіналом у 1000, 2500, 5000, 10 000, 20 000, 50 000 реалів.